# Dicaeum cruentatum
Dicaeum cruentatum е вид птица от семейство Dicaeidae.

## Разпространение
Видът е разпространен в Бангладеш, Бутан, Бруней, Камбоджа, Китай, Индия, Индонезия, Лаос, Малайзия, Мианмар, Непал, Сингапур, Тайланд и Виетнам.